# Guty (powiat legionowski)
Guty – wieś sołeckaw Polsce położona w województwie mazowieckim, w powiecie legionowskim, w gminie Serock. Zamieszkuje około 115 osób. 
Wokół tej wioski jest ogromny las z rezerwatem przyrody Zegrze, w którym przeważają drzewa w wieku 100–190 lat. Sąsiednimi wioskami są m.in. Stanisławowo, Wola Smolana i Zabłocie.
W latach 1975–1998 miejscowość należała administracyjnie do województwa warszawskiego.